# ابن صغير
العالم العربي المسلم علاء الدين علي بن نجم الدين عبد الواحد بن شرف الدين بن الصغير، طبيب مصري من أبناء القرن الثامن الهجري، وليَّ رئاسة الأطباء بالديار المصرية. ثم توجه إلى حلب كي يكون في خدمة الملك الظاهر برقوق، عاش في حلب وتوفي فيها سنة 796 هـ ودفن بها.